# Rio do Peixe (vattendrag i Brasilien, Goiás, lat -17,62, long -48,48)
Rio do Peixe är ett vattendrag i Brasilien.   Det ligger i delstaten Goiás, i den sydöstra delen av landet, 210 km söder om huvudstaden Brasília.
Omgivningen kring do Peixe är huvudsakligen savann. Området är  mycket glesbefolkat, med 7 invånare per kvadratkilometer.